# Підлісне (Херсонський район)
Підлісне — селище в Україні, в Олешківській міській громаді Херсонського району Херсонської області. Населення становить 152 особи. З початку широкомасштабного вторгнення Росії в Україну селище перебуває під російською військовою окупацією.

## Населення
Згідно з переписом УРСР 1989 року чисельність наявного населення селища становила 195 осіб, з яких 95 чоловіків та 100 жінок.
За переписом населення України 2001 року в селищі мешкали 152 особи.

### Мовний склад
Рідна мова населення за даними перепису 2001 року:
| Мова       | Чисельність, осіб | Доля     |
| ---------- | ----------------- | -------- |
| Українська | 140               | 92,11 %  |
| Російська  | 12                | 7,89 %   |
| Разом      | 152               | 100,00 % |